# Толбот, Джордж, 4-й граф Шрусбери
Джордж Толбот, 4-й граф Шрусбери, 4-й граф Уотерфорд (англ. George Talbot, 4th Earl of Shrewsbury; ок. 1468 — 26 июля 1538) — английский аристократ и военный, 4-й наследственный лорд верховный стюард Ирландии (1473—1538). Кавалер Ордена Подвязки и член Тайного Совета.

## Ранняя жизнь
Родился в Шифнале, графство Шропшир. Старший сын Джона Толбота, 3-го графа Шрусбери (1448—1473), и леди Кэтрин Стаффорд (ок. 1437—1476), дочери Хамфри Стаффорда, 1-го герцога Бекингема.
28 июня 1473 года после смерти своего отца пятилетний Джордж Толбот унаследовал титулы 4-го графа Шрусбери, 4-го графа Уотерфорда, 10-го барона Толбота, 13-го барона Стрейнджа из Блэкмера и 9-го барона Фёрниволла, а также почетную должность лорда верховного стюарда Ирландии.
В 1475 году он был посвящен в рыцари.

## Карьера

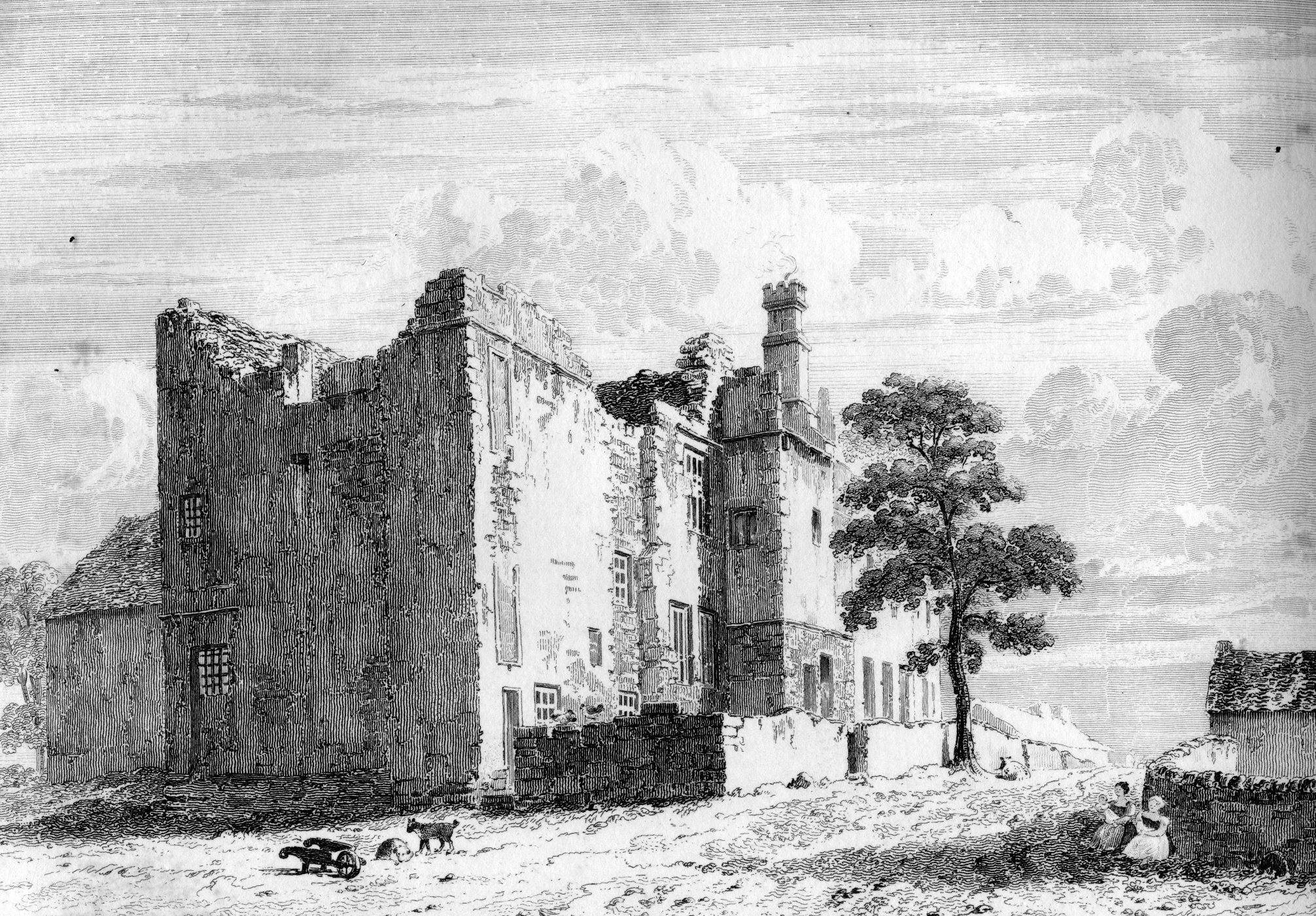
Руины замка Шеффилд, 1819 год

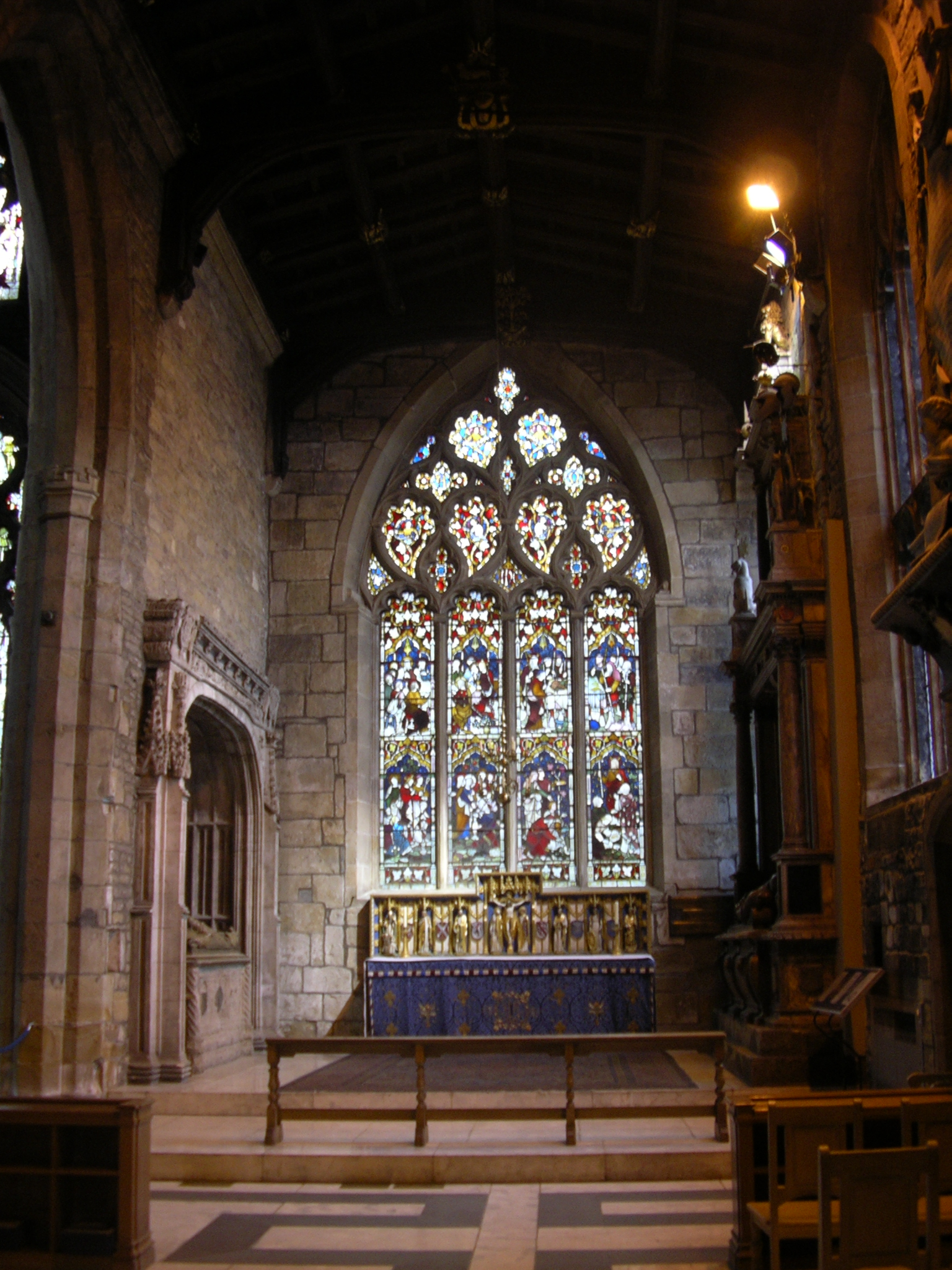
Часовня Шрусбери в кафедральном соборе Шеффилда
(изготовлена по заказу Джорджа Толбота, 4-го графа Шрусбери)

Граф Шрусбери верно служил Генриху VII, первому королю Англии из династии Тюдоров. В июне 1487 года Джордж Толбот участвовал в битве при Стоук-Филд против самозванца Ламберта Симнела, после победы королевской армии он стал кавалером Ордена Подвязки. В 1489 году граф Шрусбери участвовал в королевской экспедиции во Фландрию на помощь императору против Франции. В том же году Джордж Толбот стал первым крестным отцом принцессы Маргарет Тюдор, старшей дочери короля Англии Генриху VII.
После смерти Генриха VII и вступления на престол его сына Генриха VIII в 1509 году граф Шрусбери продолжал верой и правдой служить английской короне. Во время правления нового короля граф Шрусбери стал влиятельным государственным деятелем. Будучи наследственным лордом высшим стюардом Ирландии с 1473 года, он затем получил должности лорда-стюарда королевского двора и управляющим казначейства с 1509 по 1538 год. В 1512 году граф Шрусбери стал членом Тайного королевского совета, а в 1522 году ему был присвоен чин генерал-лейтенанта Севера.
В 1512 году в звании генерал-лейтенанта Джордж Толбот участвовал в экспедиции английской армии во Францию в 1512 году, где присутствовал в битве шпор и взятии Теруана в августе 1513 года. Позднее он принимал участие на мирных переговорах английского и французского королей на Поле золотой парчи в июне 1520 года. Позднее командовал английской армией на границей с Шотландией и занимал другие высокие посты при королевском дворе.
Во время бракоразводного процесса короля Генриха VIII с Екатериной Арагонской граф Шрусбери дал показания на суде против королевы и подписал письмо, адресованное папе римскому, призывая его разрешить их развод. Он также подписал обвинения против кардинала Томаса Уолси в 1529 году. 4 ноября 1530 года кардинал Уолси был арестован по обвинению в измене и отправлен из Йорка на юг. Через четыре дня он прибыл в замок Шеффилд, поместье графа Шрусбери, где он провел восемнадцать дней. Во время нахождения в замке граф Шрусбери и его семья хорошо обращались с арестантом, стараясь сделать его пребывание максимально комфортным.
Когда на севере Англии вспыхнуло восстание в октябре 1536 года, граф Шрусбери собрал в своих владениях собственные силы, оказав помощь королю Генриху VIII Тюдору. Джордж Толбот, граф Шрусбери, Джон Рассел, 1-й граф Бедфорд, сэр Уильям Парр (дядя королевы Кэтрин Парр), сэр Уильям Гонсон, сэр Фрэнсис Брайан и Уильям Фицуильям, 1-й граф Саутгемптон, сторонники короны, собрал тысячный вооруженный отряд в Глостере. Томас Говард, 3-й герцог Норфолк, и 4-й граф Шрусбери, начали открытые переговоры с повстанцами в Донкастере, где Роберт Аск собрал около тридцати-сорока тысяч сторонников. Они договорились об условиях перемирия, по условиям которого лидеры повстанцев получили аудиенцию у короля.

## Семья
Имя большую семью и будучи богатым человеком, граф Шрусбери обнаружил, что старинный замок Шеффилд тесен для него. Он прервал семейную традицию и перестал жить в родовом замке Шеффилд, построенном лордами Фёрниволл. В будущем замок Шеффилд стал местом заключения шотландской королевы Марии Стюарт, которая находилась под стражей Джорджа Толбота, 6-го графа Шрусбери, внука и тезки Джорджа Толбота, 4-го графа Шрусбери. В 1516 году граф Шрусбери решил построить для себя загородный особняк на холме в окрестностях замка Шеффилд. В 1520 году в приходской церкви в Шеффилде была построена семейная часовня и усыпальница графов Шрусбери.
В 1538 году Джордж Толбот, 4-й граф Шрусбери, скончался в возрасте 70 лет в своём поместье Вингфилд. Он был похоронен в часовне Шрусбери Шеффилдского собора вместе со своей первой супругой, леди Энн Толбот.

## Браки и дети
В возрасте 13 лет Джордж Толбот, 4-й граф Шрусбери, женился на своей двоюродной сестре, леди Энн Гастингс (1471—1520), дочери Уильям Гастингса, 1-го барона Гастингса (1431—1483), и Кэтрин Невилл (1442—1504). Энн Гастингс была одной из фрейлин королевы Екатерины Арагонской, первой жены короля Генриха VIII Тюдора. Супруги имели в браке одиннадцать детей:
- Фрэнсис Толбот, 5-й граф Шрусбери (ок. 1500—1560), преемник отца
- Леди Элизабет Толбот (ок. 1507 — после 6 мая 1552), муж с 18 мая 1519 года Уильям Дакр, 3-й барон Дакр (1493—1563)
- Леди Маргарет Толбот (ум. до 1516) муж — Генри Клиффорд, 1-й граф Камберленд (1493—1542)
- Леди Мэри Толбот (ум. 16 апреля 1572), жена Генри Перси, 6-го графа Нортумберленда (1502—1537)
- Генри Толбот, лорд Толбот (умер в младенчестве)
- Джон Толбот (умер в младенчестве)
- Джон Толбот (умер в младенчестве)
- Уильям Толбот, маршал Ирландии
- Ричард Толбот
- Леди Энн Толбот
- Леди Дороти Толбот

После смерти своей первой жены Энн граф Шрусбери женился вторично на Элизабет Уолден (1491-июле 1567), дочери сэра Ричарда Уолдена. У них было двое детей:
- Леди Энн Талбот (18 марта 1523 — 18 июля 1588), 1-й муж Петер Комптон (1523—1544), 2-й муж — Уильям Герберт, 1-й граф Пембрук (ок. 1501—1570)
- Джон Толбот (умер в младенчестве).

## Фильмы и книги
В сериале «Тюдоры» роль графа Шрусбери сыграл ирландский актёр Гевин О’Коннор. В сериале граф Шрусбери изображен как гораздо более молодой человек (примерно 30 лет). Во время Паломничества благодати в 1536 году, которое показано в сериале «Тюдоры», настоящему графу было около 70 лет. Авторы сериала «Тюдоры» во время набора актёров на кастинге игнорировали реальный возраст исторических персонажей.
В романе «Человек на осле» Хильды Фрэнсис Маргарет Прескотт граф Шрусбери изображается в качестве второстепенного персонажа.